# Езически брак в България
За брака и отношенията в семейството в България през езическия период няма достатъчно данни. Различните способи за сключване на брак през този период се споменават в „Отговорите“ на папа Николай I по допитванията на българите и във византийските извори. Формите за сключване на езически брак са кражба на момата, откупуване и приставане.

## Кражба (грабене) на девойка
Това е най-древният начин за сключване на брак. Този ритуал е присъщ и за сърби, хървати, поляци и чехи. Сведения за него се срещат в „Отговор 32“ на папа Николай I. Кражбата на момата се извършвала от момъка с помощта на неговата дружина и без съгласието на девойката и нейното семейство. Много често били прилагани сила и оръжие, тъй като се стигало до вражда с рода на момичето.

## Откуп (купуване) на мома
Тази форма на брак се среща в паметниците и обичаите на всички славянски народи. При купуването семейството на момъка дава определен откуп на близките на момичето. Даденият откуп се считал като обезщетение за нейната кражба, с която се нанасяло обида на близките на девойката, както и за нейното отглеждане и за получената зестра. С течение на времето откупът претърпял трансформация и се превърнал в задължителен подарък, даван на бащата на момичето – т.нар. бащино право. Постепенно като задължително се налага и даването на определено възнаграждение от страна на семейството на девойката, което било обезщетение за това, че момичето било лишено от бащино наследство. По този начин се наложил институтът на зестрата, наричана още прикя, чеиз.

## Приставане на мома
Това е третата форма за склюване на брак през езическия период. Той представлявал вземане на момата от момъка с нейно съгласие и със съгласието на нейното семейство. За приставането е споменато в „Отговор 3“ на папа Николай I. Обикновено при приставането момата сама отивала в къщата на момъка, като взимала със себе си само най-необходимите си вещи. Като израз на уважение към новото си семейство пристаналата девойка извършвала редица ритуали – сядала край огнището и разравяла огъня и обикаляла около него. Този обичай се запазил до началото на XX век, а части от него могат да се срещнат и днес в обичаите на отделни райони.